# Batalla de Boju
La batalla de Boju (chino: 柏舉之戰) fue la batalla decisiva de la guerra librada en 506 a. C. entre Wu y Chu, dos reinos principales durante el período de primavera y otoño de la antigua China. Las fuerzas de Wu fueron conducidas por el rey Helü, su hermano Fugai y el exiliado de Chu Wu Zixu. Según el Shiji de Sima Qian, Sun Tzu, el autor de El arte de la guerra, era un comandante principal del ejército de Wu, pero no fue mencionado en el Zuo Zhuan y otros textos históricos anteriores. Las fuerzas de Chu fueron lideradas por Lingyin (primer ministro) Nang Wa (también conocido como Zichang) y Sima (comandante militar en jefe) Shen Yin Shu. Los Wu salieron victoriosos y capturaron y destruyeron la capital de Chu, Ying.

## Antecedentes
Wu era originalmente un estado menor al este de Chu, que era una gran potencia del Período de Primavera y Otoño y frecuentemente estaba en guerra con el estado de Jin, la otra gran potencia al norte de Chu. Para controlar la expansión de Chu, Jin hizo una alianza con Wu, entrenó al ejército de Wu y les enseñó a usar carros. Wu gradualmente se hizo más fuerte, y en el año 584 a. C. derrotó a Chu por primera vez y anexó la ciudad de Chu de Zhoulai. En los siguientes 70 años, Chu y Wu pelearon diez guerras, y Wu ganó la mayoría de ellas.
Durante el reinado del rey Ping de Chu, el corrupto oficial Fei Wuji indujo al rey a casarse con la novia del príncipe heredero Jian. Temiendo la venganza del príncipe cuando se convertiría en rey, Fei persuadió al rey Ping para exiliar al príncipe Jian y matar a su consejera Wu She junto con su hijo Wu Shang. El segundo hijo de Wu, Wu Zixu escapó al estado de Wu y juró venganza. Fei Wuji fue ejecutado más tarde por Nang Wa y Shen Yin Shu.
En el reino de Wu, Wu Zixu se convirtió en un consejero de confianza del príncipe Guang y lo ayudó a asesinar a su primo el rey Liao de Wu. El Príncipe Guang ascendió al trono y fue conocido como el Rey Helü de Wu.
Los estados rivales de Wu y Chu estaban en guerra ya desde más de cincuenta años. Las hostilidades terminaron finalmente con esta batalla. Esta guerra es parte del período histórico conocido como las Primaveras y Otoños.
Las fuerzas de Chu estaban dirigidas por Nang Wua, el corrupto primer ministro de dicho estado, su plan era conquistar Wu invadiéndolo con su amplia ventaja numérica. Ante estas noticias el rey Helü de Wu nombró como comandante de su ejército al general Sun Tzu, quién rápidamente convirtió las tropas en una fuerza eficiente y disciplinada aunque pequeña.
Considerando que sería un suicidio tomar una actitud defensiva o tratar de enfrentar frontalmente a las fuerzas de Chu Sun Tzu optó por distraer y debilitar al enemigo atacando pueblos y ciudades poco defendidas en la zona fronteriza y finalmente atacó sus territorios desguarnecidos en el interior. El ejército de Chu tuvo que abandonar los planes de invasiones y tuvo que enfocarse en intentar destruir a la pequeña fuerza enemiga que al saber que se aproximaban las tropas de Chu se marchaba a atacar otro punto aprovechando su mayor velocidad.
Finalmente en un intento de forzar a Sun Tzu a una batalla abierta Nang Wa atacó el Cai, un pequeño estado aliado de Wu. El comandante de Wu envió solo un pequeño contingente a apoyar a sus aliados y en su lugar se dirigió a Ying, capital de Chu. Nang Wa fue forzado a detener su ataque e ir a defender la capital de su estado.

## La batalla
La batalla final fue planeada en conjunto entre el rey Helü y sus generales Sun Tzu y Wu Zixu. Mientras que el rey Jing de Zhou fue forzado a abandonar Ying por el ataque enemigo las tropas de Wu tomaron una formación muy parecida a la adoptada por Aníbal Barca en la batalla de Cannas. En cuanto las fuerzas de Nang Wa llegaron fueron a socorrer a su capital y detener el ataque, que resultó nada más que una distracción pues fue entonces que se dieron cuenta de que era una trampa. Fueron emboscadas y destruidas por 22.000 soldados enemigos, su capital sufrió el mismo destino poco después.

## Consecuencias
El rey Jing regresó a los restos de su capital en 505 a. C. después de la retirada de sus enemigos.